# Umarkot (thikana)
Umarkot fou una estat tributari protegit, una thikana feudatària de Jhabua regida per una nissaga rajput rathor del clan Fatehsingot. L'ancestre en fou Maharaj Dalpat Singh, germà petit de Maharajà Ratan Singh de Ratlam i fill petit de Mahesh Das de Pisangan a Jodhpur.

## Llista de thakurs
- Thakur Saheb Modh Singh.
- Thakur Saheb Moti Singh (nebot i fill adoptiu germà petit de Thakur Saheb Modh Singhji, Umrao de Jhabua).
- Thakur Saheb Krishnapal Singh (fill).